# Horná Breznica
Horná Breznica (ungarisch Felsőnyiresd – bis 1907 Felsőbreznic oder auch Felsőbrezsnic) ist eine Gemeinde im Nordwesten der Slowakei, mit 497 Einwohnern (Stand 31. Dezember 2024), die zum Okres Púchov, einem Teil des Trenčiansky kraj, gehört.

## Geographie

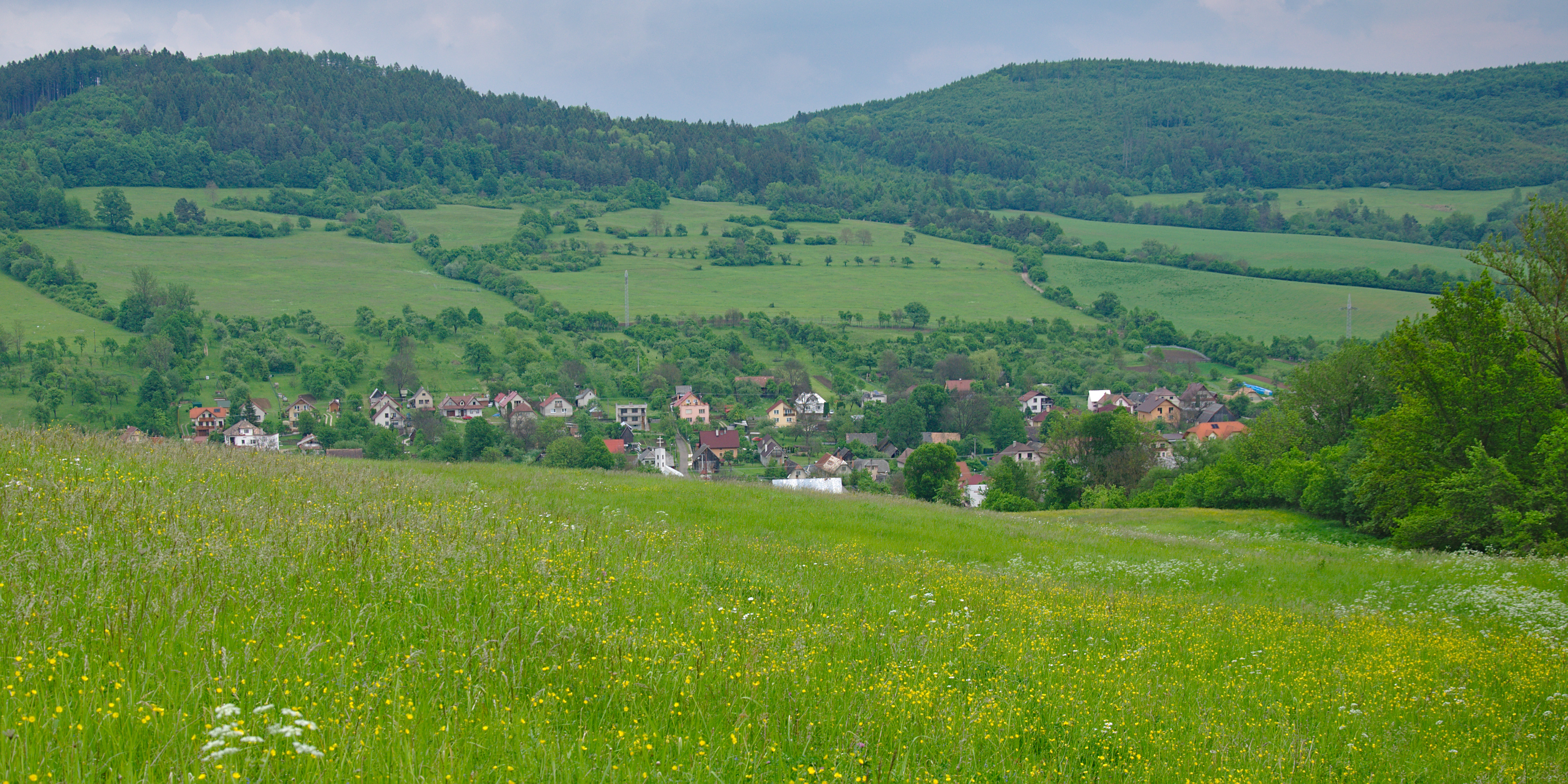
Blick auf Horná Breznica vom Westen

Die Gemeinde befindet sich im Nordteil der Weißen Karpaten im Tal des Baches Zubák. Das Ortszentrum liegt auf einer Höhe von 334 m n.m. und ist 13 Kilometer von Púchov entfernt.
Nachbargemeinden sind Zubák im Norden, Dohňany im Nordosten, Púchov und Streženice im Osten, Lednické Rovne und Dolná Breznica im Süden und Lednica im Westen.

## Geschichte

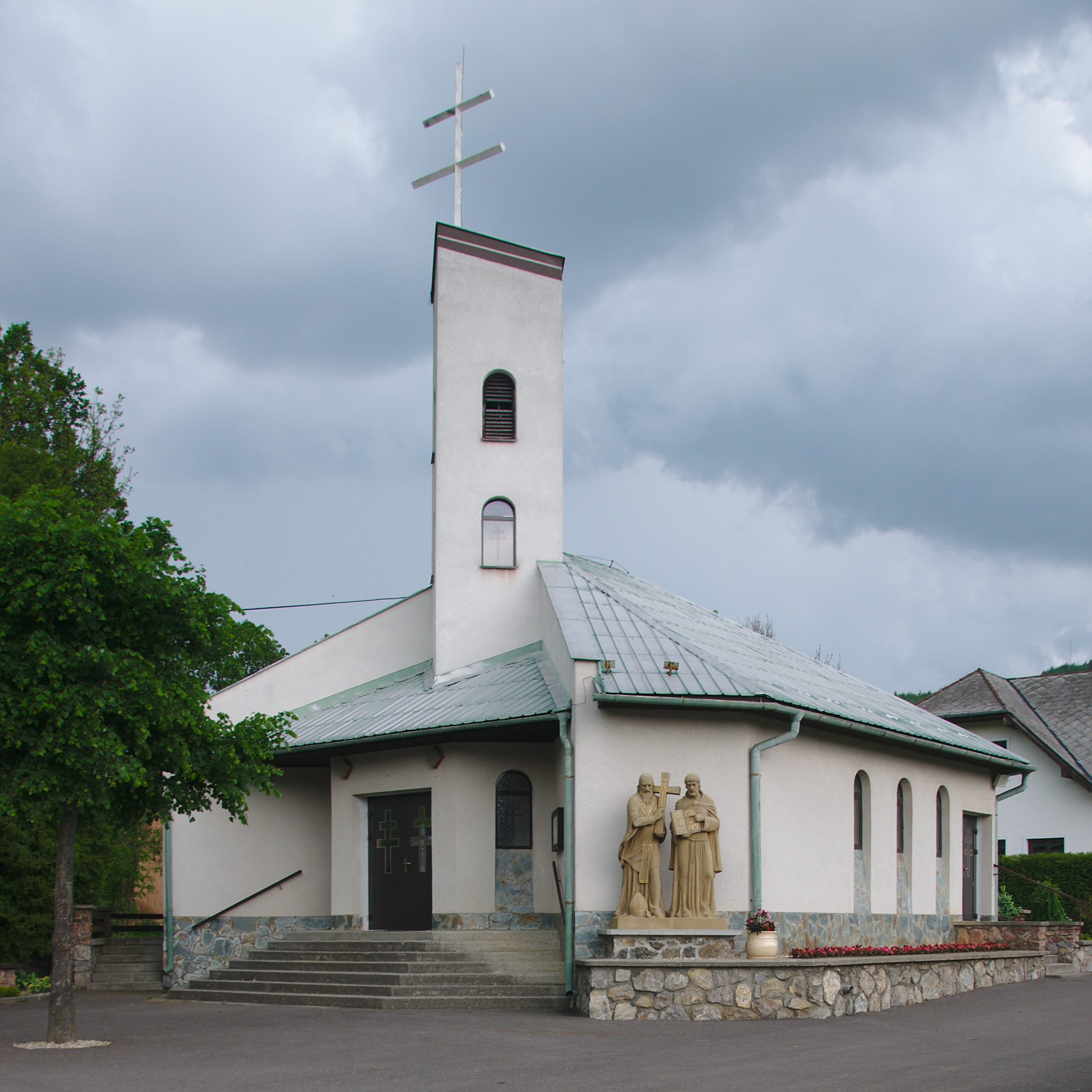
Kyrill-und-Method-Kirche im Ort

Horná Breznica wurde zusammen mit Dolná Breznica zum ersten Mal 1388 als Breznycze schriftlich erwähnt und gehörte zum Herrschaftsgebiet der Burg Lednica. Im 15. Jahrhundert kam es zur Ortsteilung und 1471 erscheint der Name Mala Mreznycza. 1598 standen hier 31 Häuser. 1784 hatte die Ortschaft 64 Häuser, 77 Familien und 430 Einwohner, 1828 zählte man 56 Häuser und 580 Einwohner, die als Landwirte beschäftigt waren.
Bis 1918 gehörte der im Komitat Trentschin liegende Ort zum Königreich Ungarn und kam danach zur Tschechoslowakei beziehungsweise heutigen Slowakei.
Von 1980 bis 1990 war Horná Breznica mit dem Nachbarort Dolná Breznica zur Gemeinde Breznica zusammengelegt.

## Bevölkerung
| Jahr                | 1994 | 2004    | 2014    | 2024    |
| ------------------- | ---- | ------- | ------- | ------- |
| Anzahl der Personen | 461  | 451     | 475     | 497     |
| Unterschied         |      | −2,16 % | +5,32 % | +4,63 % |

| Jahr                | 2023 | 2024    |
| ------------------- | ---- | ------- |
| Anzahl der Personen | 498  | 497     |
| Unterschied         |      | −0,20 % |

Nach der Volkszählung 2011 wohnten in Horná Breznica 473 Einwohner, davon 456 Slowaken und drei Tschechen. 14 Einwohner machten keine Angabe zur Ethnie.
440 Einwohner bekannten sich zur römisch-katholischen Kirche, fünf Einwohner zu den Mormonen, drei Einwohner zur griechisch-katholischen Kirche sowie jeweils ein Einwohner zu den Zeugen Jehovas, zur Evangelischen Kirche A. B. und zu einer anderen Konfession. Drei Einwohner waren konfessionslos und bei 19 Einwohnern wurde die Konfession nicht ermittelt.

## Bauwerke und Denkmäler
- römisch-katholische Kyrill-und-Method-Kirche